# عزلة قانية (البيضاء)

تعديل مصدري - تعديل

عزلة قانية هي إحدى عزل مديرية ردمان في محافظة البيضاء اليمنية ويبلغ تعداد سكانها 2806 نسمة حسب التعداد السكاني في اليمن لعام 2004.